# Mahdia
Mahdia je tuniské město na pobřeží Středozemního moře, 90 km severovýchodně od Sfaxu a 50 km jihovýchodně od Súsy. Město je vystavěno na poloostrově dlouhém 1 400 m a širokém 500 m. Nejvýchodnější bod poloostrova se nazývá Mys Africa. Mahdia je sídlem stejnojmenného guvernorátu.

## Historie

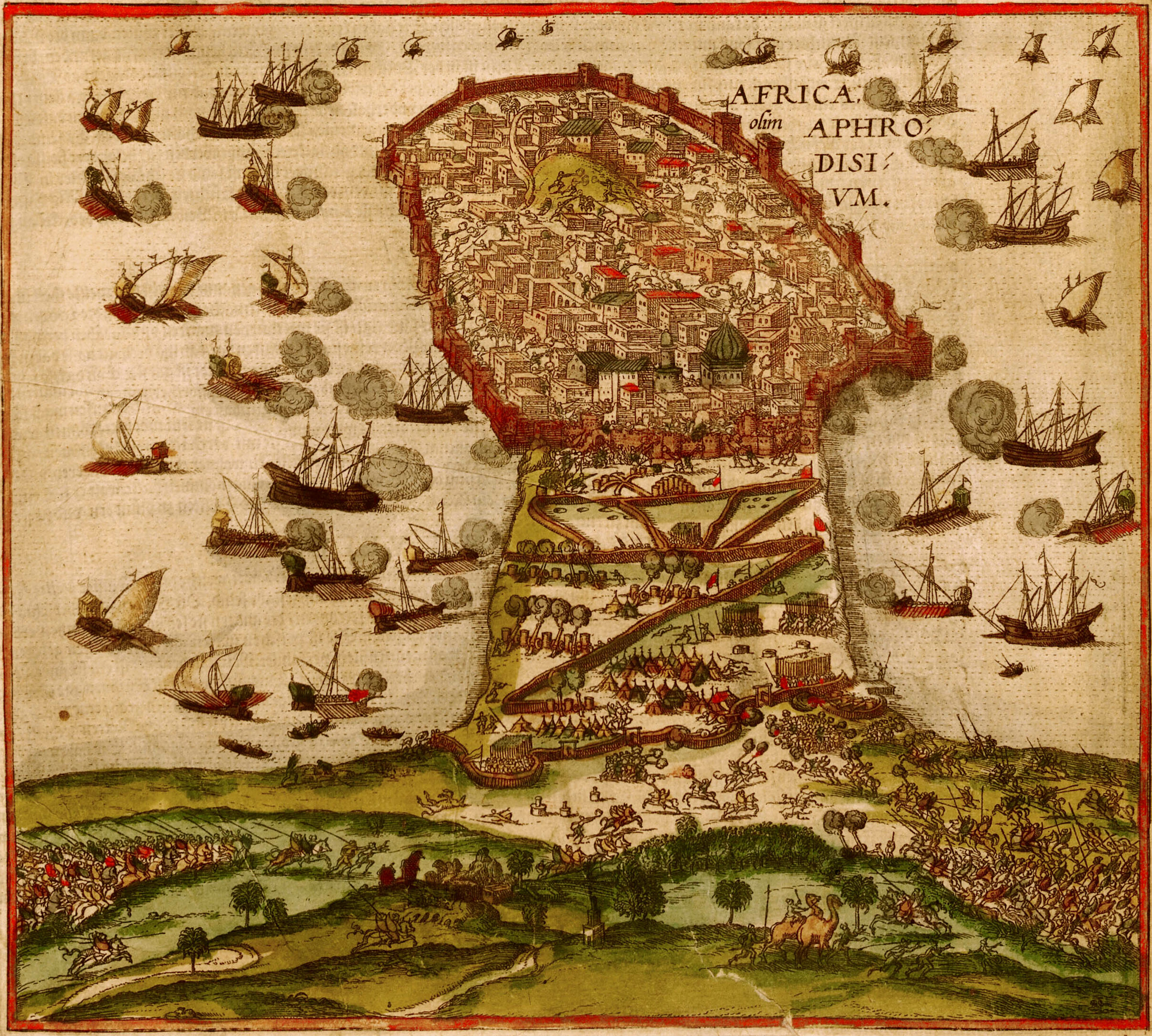
Mahdia v 16. století

Stará část města leží na místě, kde bylo kdysi římské město Aphrodisium, později nazvaného Africa. Město mělo kontakty s antickým Řeckem, jak dokládá nález řecké lodi s uměleckými předměty v červnu 1907, který byl datován přibližně do roku 80 př. n. l. Na tomto strategickém místě udržovali Féničané vojenskou posádku.
Zakladatel Fátimovského chalífátu Abdulláh al-Mahdí Billáh (873–934) postupně ovládl celé severní pobřeží Afriky a Blízký východ. Roku 921 si v Mahdii vybudoval své sídlo, jež však bylo v roce 969 přesunuto do Káhiry. V roce 1087 město dobyli Janované a Pisané. Útok byl klíčový pro křesťanské ovládnutí západního Středomoří a umožnil plavby křižáků během první křížové výpravy Středozemním mořem. V roce 1160 se Mahdia dostala pod nadvládu Almohadů. Za jejich éry zde byla vybudována pevnost. V roce 1390 město 61 dnů obléhali Francouzi, ale dobýt se jim ho nezdařilo. V letech 1550–1554 patřilo Španělům. Před svým odchodem zničili pevnost a hradby. Do 19. století pak bylo součástí Osmanské říše.
Během nacistické okupace zde Tunisan Chálid Abdul-Wahab, přezdívaný „arabský Schindler“, zachránil několik místních židovských rodin.

## Památky

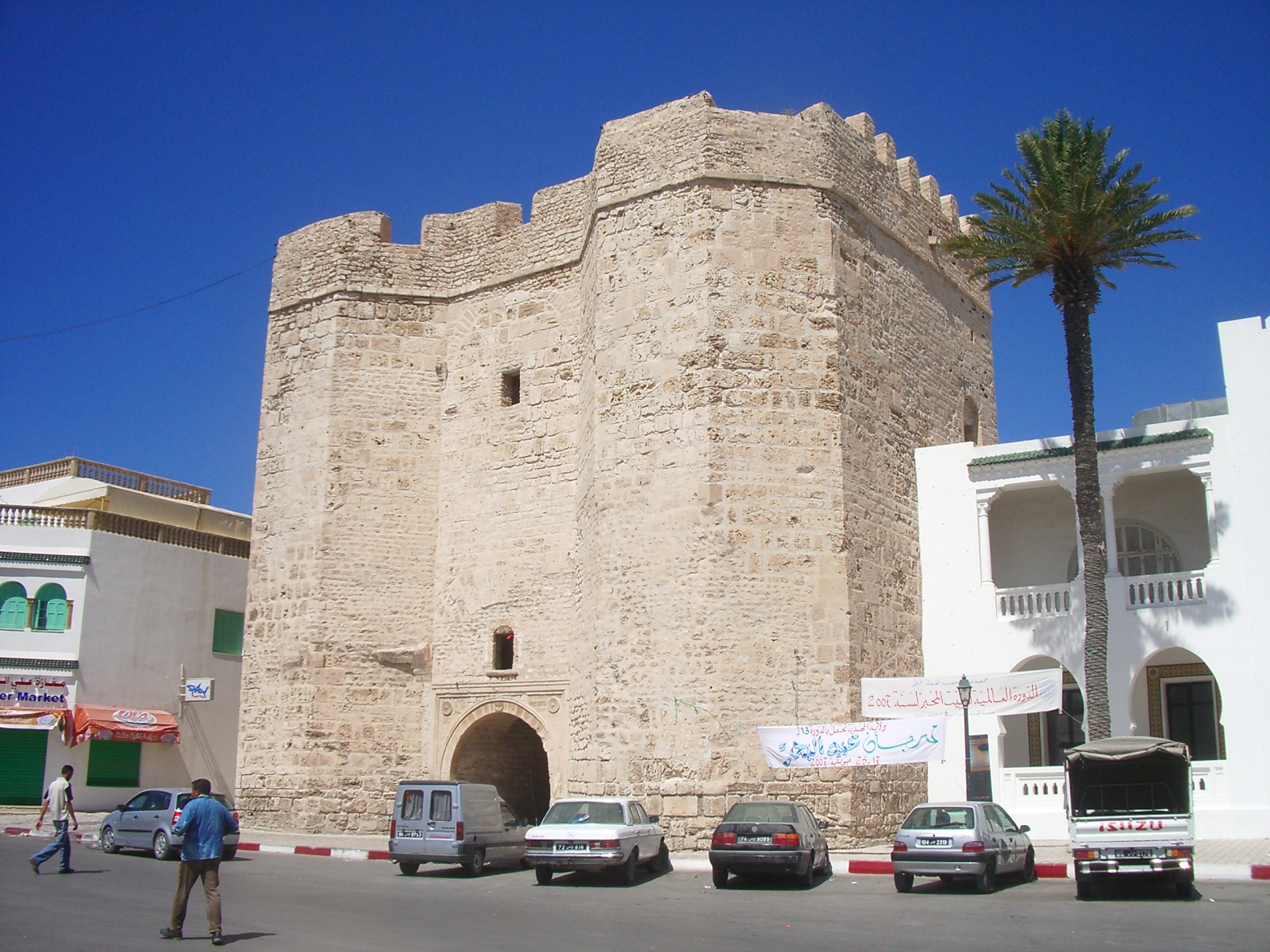
Brána Skifa Kahla

Do starého města se vstupuje velkou mohutnou branou Skifa Kahla z 10. století. Španělé ji v 16. století pobořili, hned po jejich odchodu v roce 1554 byla Osmany obnovena. Podobně nechal Abú Abdalláh Mohamed Paša v roce 1595 obnovit pevnost Bordž El Kébir, která střežila mys a přilehlé pobřeží. Velká mešita pochází z roku 916, přestavěna byla v letech 1961–65. Mešita Hadž Mustafa Hamza z roku 1772 byla obnovena ve 20. století je ukázkou osmanské architektury. Mezi pevností a mysem Africa je velký námořní hřbitov. V roce 1997 bylo v Mahdii otevřeno muzeum.
Turistická oblast s hotely a plážemi se nachází severně od centra města. Jižně od města je rybářský přístav.

## Ekonomika
Obyvatelé se živí především turistickým ruchem, rybolovem a zpracováním olivového oleje. Turisté zde nakupují řemeslné výrobky z kůže, dřeva a bižuterii. Železnice Mahdii spojuje se Sousse a Sfaxem. Mezinárodní letiště je ve 40 km vzdáleném Monastiru.